# Guillaume De Groot

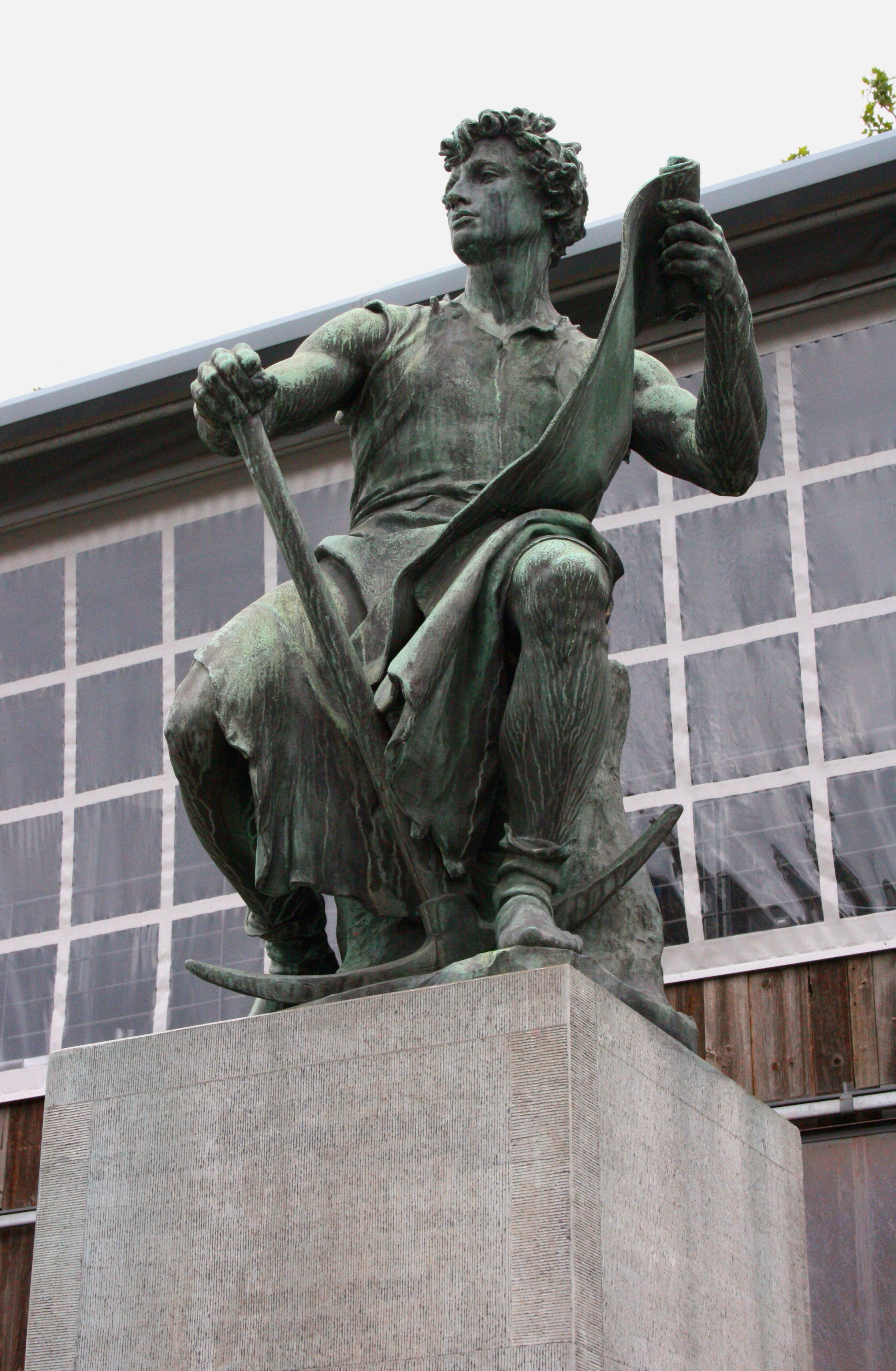
De Arbeid (1879) in het havenkwartier van Brussel

Guillaume De Groot (Brussel, 22 augustus 1839 – Ukkel, 4 april 1922) was een Belgisch beeldhouwer.

## Leven en werk
De Groot was een zoon van Nicolas De Groot en Barbe De Clercq. Hij studeerde aan de Koninklijke Academie voor Schone Kunsten van Brussel (1852-1861), als leerling van Louis Jehotte. Hij wordt daarnaast vermeld als (privé)leerling van Charles Fraikin en Egide Mélot.
De Groot maakte allegorische figuren, bas-reliëfs, bustes, monumentale werken en standbeelden. Hij kwam meerdere keren met zijn opdrachtgevers in conflict vanwege hoge prijzen of een lange levertijd. Zo kreeg hij de opdracht voor de bronzen bas-reliëfs voor het ruiterstandbeeld van Godfried van Bouillon in 1873, maar konden deze pas in 1895 worden geplaatst. De Groot exposeerde onder meer op de salons in Antwerpen (1861) en Brussel (vanaf 1863) en op de de tentoonstelling van Levende Meesters in Amsterdam (1875). Hij ontving voor zijn werk gouden medailles in Brussel (1872) en Parijs (1881) en de grote medaille in Wenen (1888). Hij werd benoemd tot lid van de Académie royale de Belgique (1884), het Institut de France en de Commissie voor Monumenten. Als jurylid was hij betrokken bij onder andere de wereldtentoonstelling van 1889 in Parijs, de Prix de Rome en de Godecharleprijs.
Guillaume De Groot werd benoemd tot Commandeur in de Leopoldsorde (1920). Hij overleed op 82-jarige leeftijd in het Edith Cavell Ziekenhuis in Ukkel en werd begraven op de begraafplaats van Evere. De Groot liet zijn huis en kunstcollectie aan de Louizalaan na aan de stad Brussel.

## Enkele werken
- 1860: Kroning van Maria voor het boogveld van het middenportaal van de Onze-Lieve-Vrouw-ter-Kapellekerk in Brussel.
- 1860: Buste van architect Victor Jamaer.
- 1863: Allegorische beelden van de Wijsbegeerte en de Wetgeving voor de voorgevel van de Vrije Universiteit van Brussel
- 1866-1868: Waternimfen, Geneeskunde en Bron van Spa voor het badhuis van Spa (architect Léon Suys)
- 1869: Wapenherauten voor het Broodhuis in Brussel.
- 1873: Allegorische beelden voor de Beurs van Brussel (architect Suys): beeldengroepen van Post en Telegrafie (noord) en Overvloed en Arbeid (zuid) op boogruggen boven ramen in de voorgevel, daarnaast in boognissen in de zijgevels Nijverheid en Landbouw (Beursstraat) en Wetenschap en Kunst (Henri Mausstraat).[8]
- 1878-1886: Allegorisch beeld van de Muziek voor het Paleis voor Schone Kunsten (architect Alphonse Balat) in Brussel. De Groot ontwierp vier beelden die werden geplaatst als bekroning van kolossale zuilen met Korinthisch kapiteel. De overige drie werden door anderen uitgevoerd: Architectuur (Louis Samain), Beeldhouwkunst (Georges Geefs) en Schilderkunst (Egide Mélot).[9]
- 1879: De Arbeid. Er bestaan diverse exemplaren van dit beeld, in 1999 werd er een geplaatst in het Brussels havenkwartier.
- 1880: Genius van België voor het herdenkingsmonument voor Léopold I te Laken. Het verguld koperen beeld werd in 1897 na aanpassing van het monument als Genius van de Kunsten herplaatst op het dak van het Paleis voor Schone Kunsten in Brussel.
- 1880: medaillonportretten van koning Leopold II  en keizerin Maria Theresia op een balustrade (architect Alphonse Balat) bij het paleis van Karel van Lotharingen aan het Museumplein in Brussel.
- 1897: bronzen standbeeld van oud-premier Charles Rogier (1800-1885) op het Vrijheidsplein in Brussel.[10]
- 1895: bronzen bas-reliëfs met de Bestorming van Jeruzalem en Zitting van het Gerechtshof van Jeruzalem voor het ruiterstandbeeld van Godfried van Bouillon van Eugène Simonis aan het Koningsplein in Brussel. De Groot had de opdracht voor deze werken in 1873
- 1904-1905: Allegorische beelden van de provincies Luxemburg en Namen voor de Triomfboog van het Jubelpark in Brussel.[11]
- beelden van Hendrik III, Karel de Dikke en Richardis, Otto van Lotharingen en Gerberge van Lotharingen en de Brusselse naties van Sint-Jacob en Sint-Pieter voor het stadhuis van Brussel.[12]

## Galerij

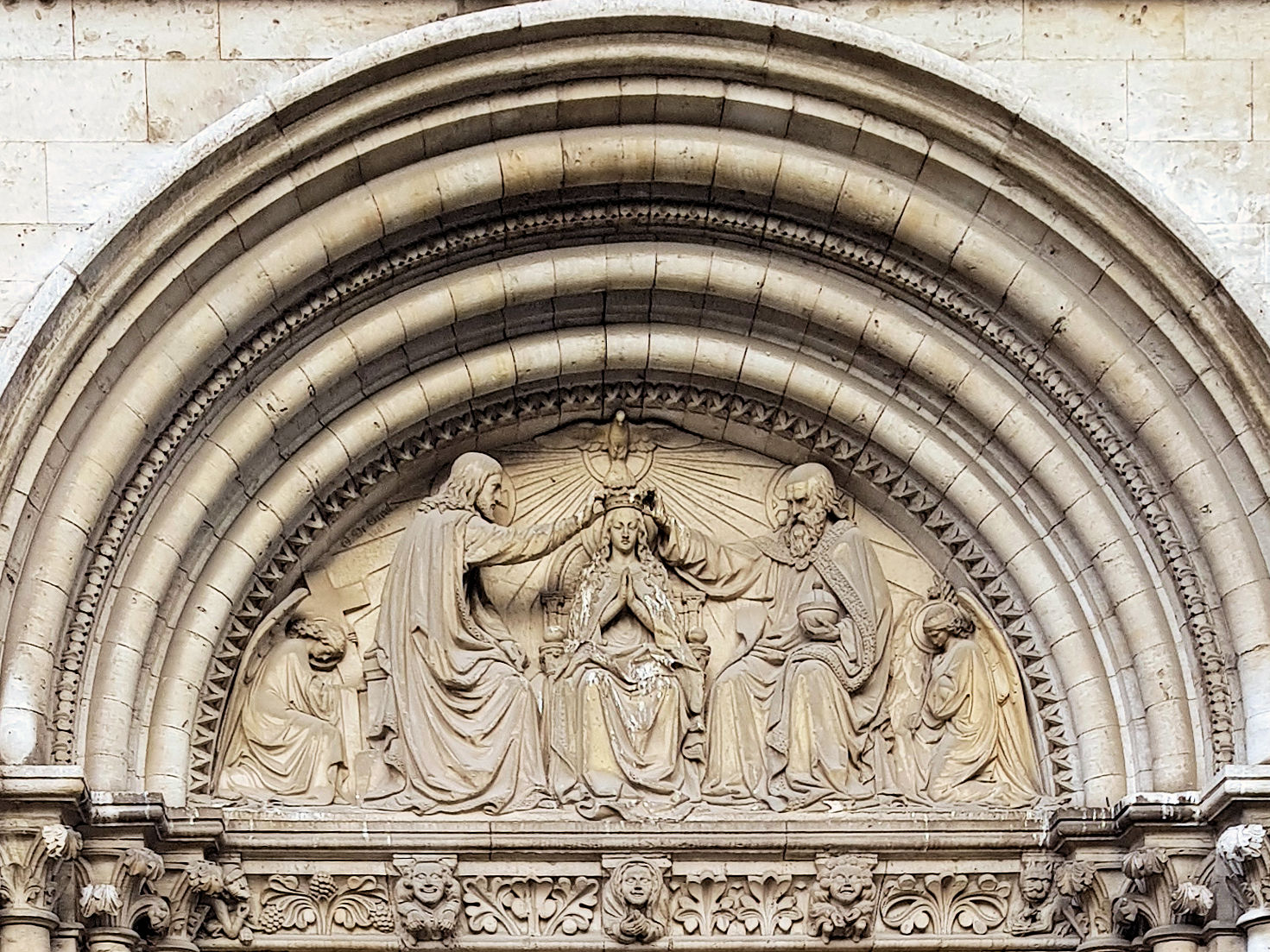
Kroning van Maria (1860)
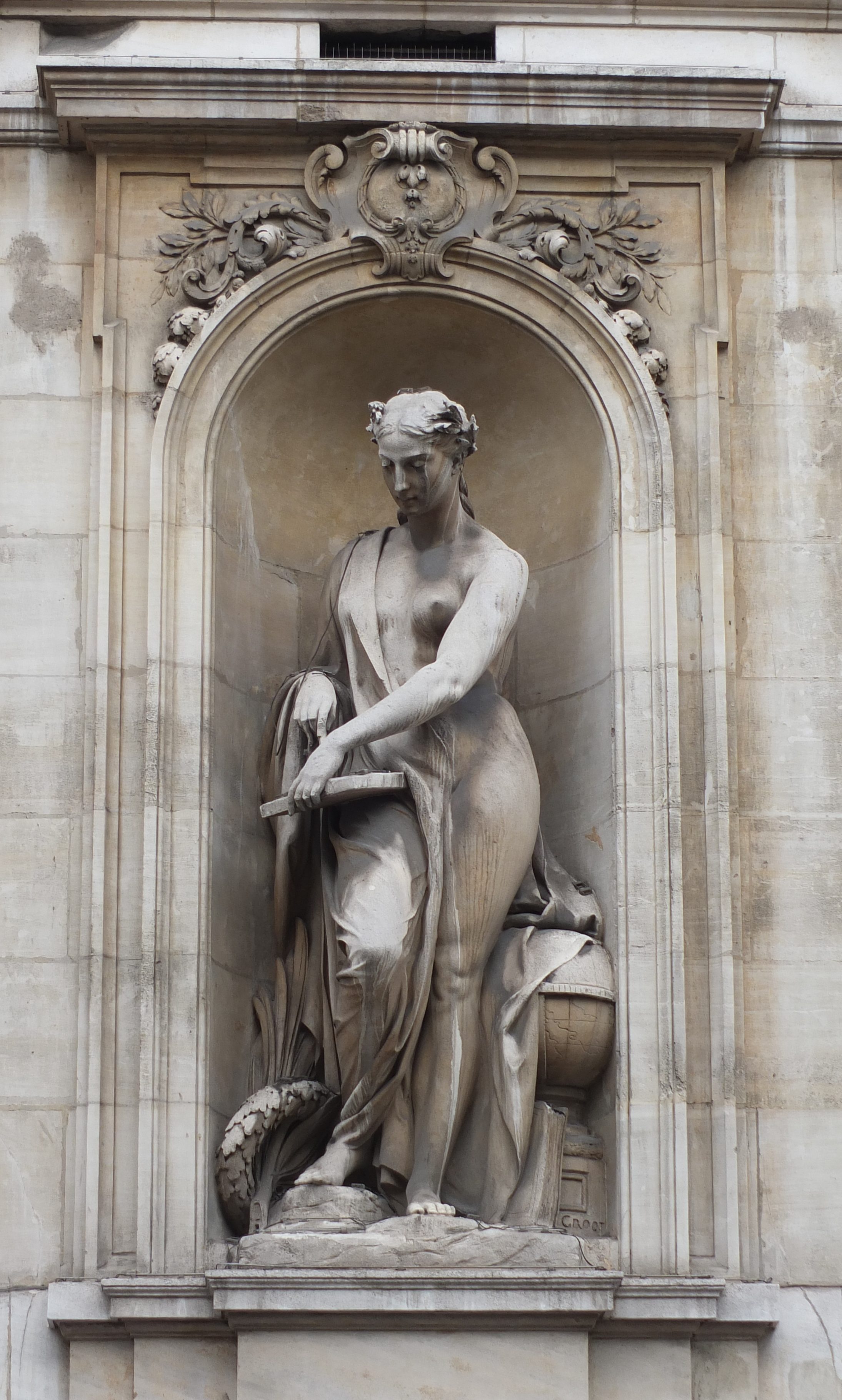
De Wetenschap (1873)
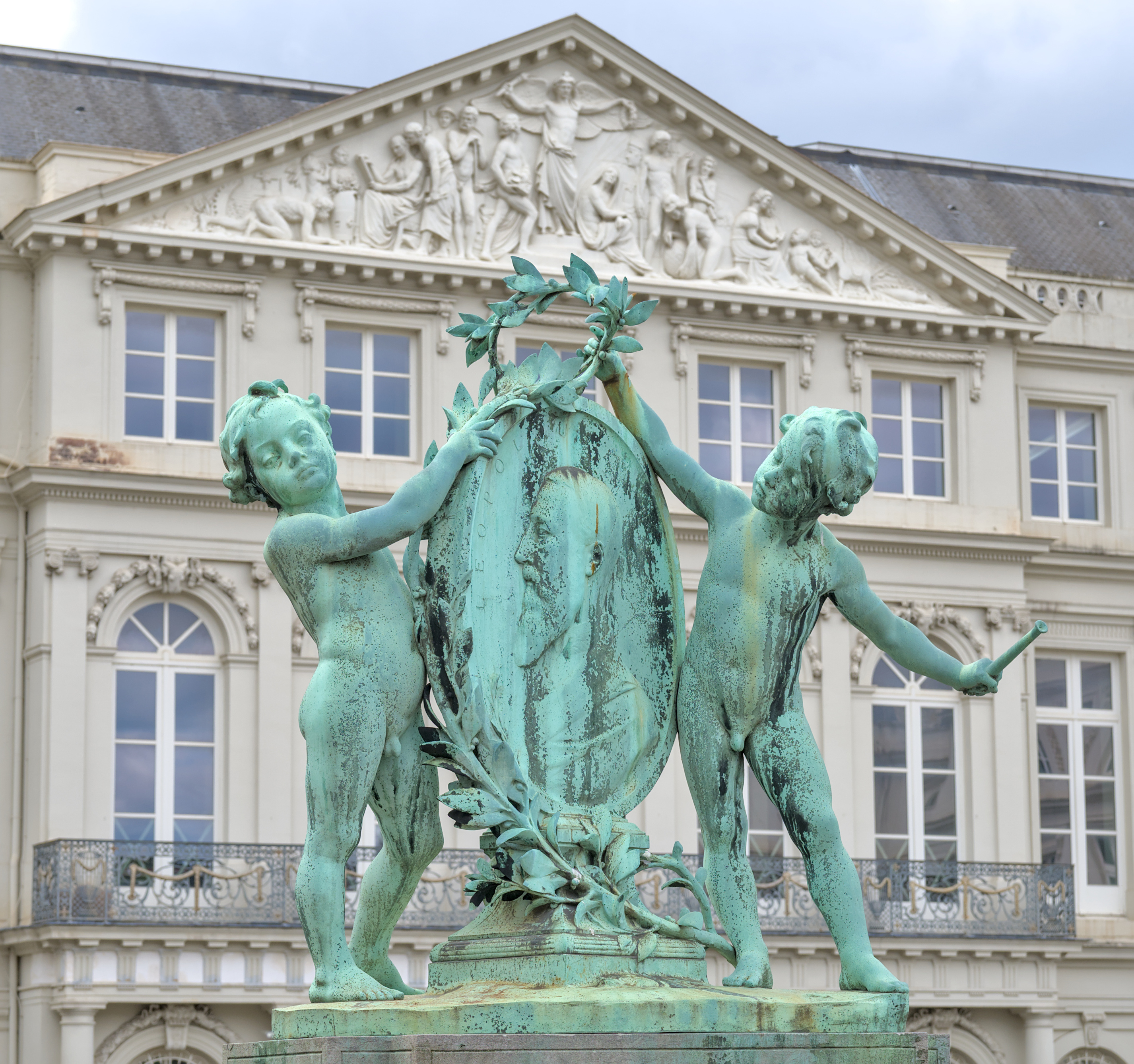
medaillonportret Leopold II (1880)
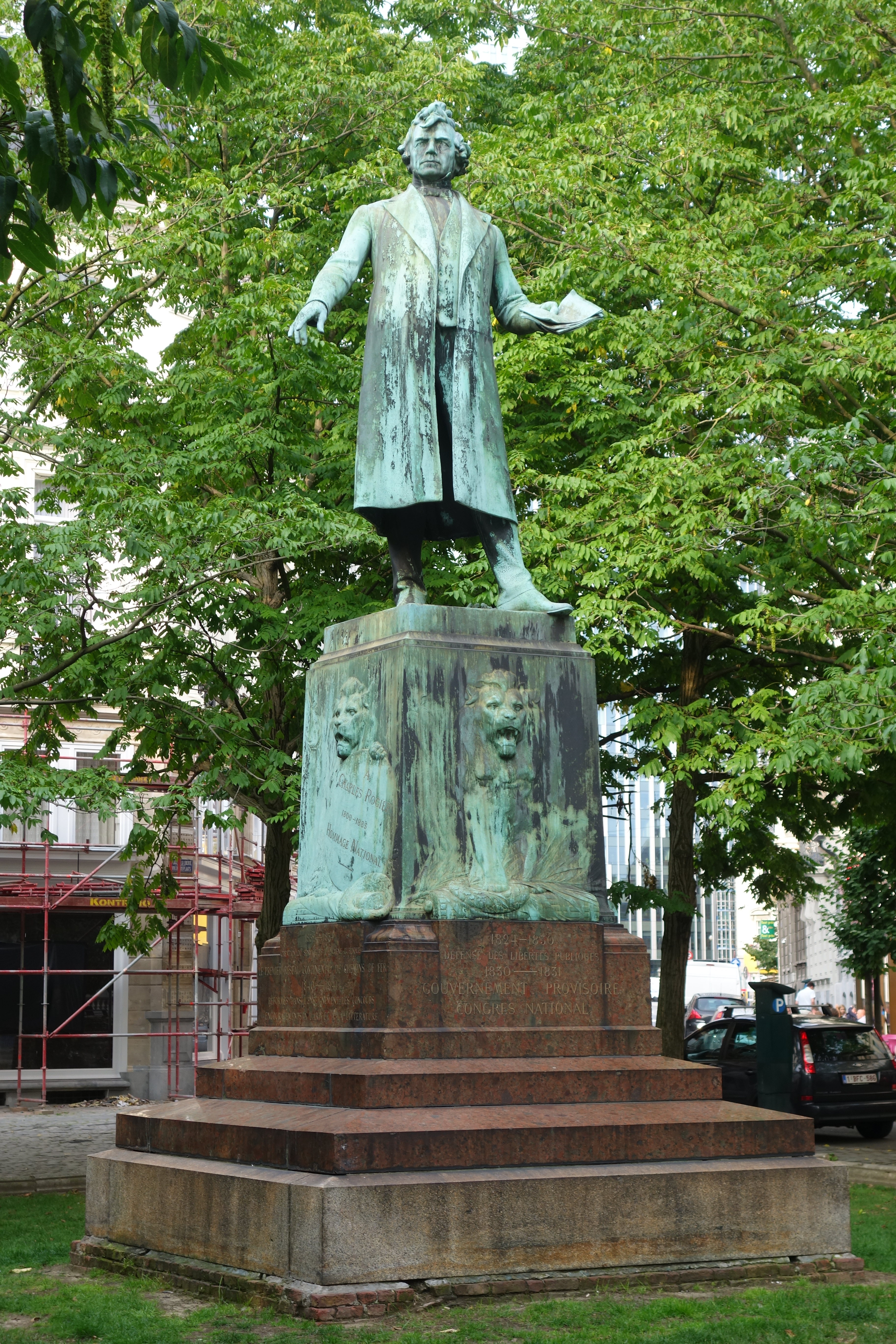
Charles Rogier (1897)
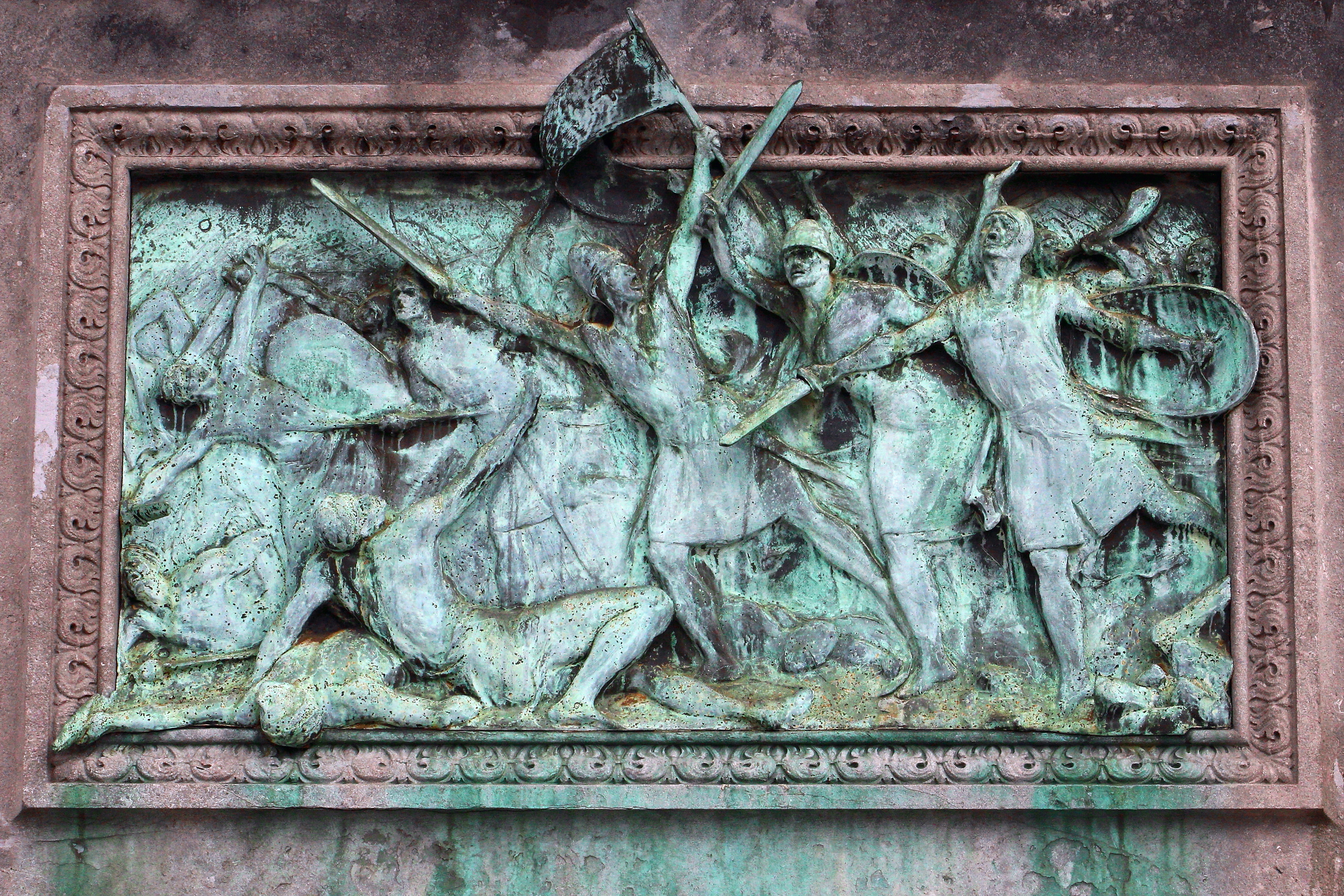
'Bestorming van Jeruzalem' (1897)
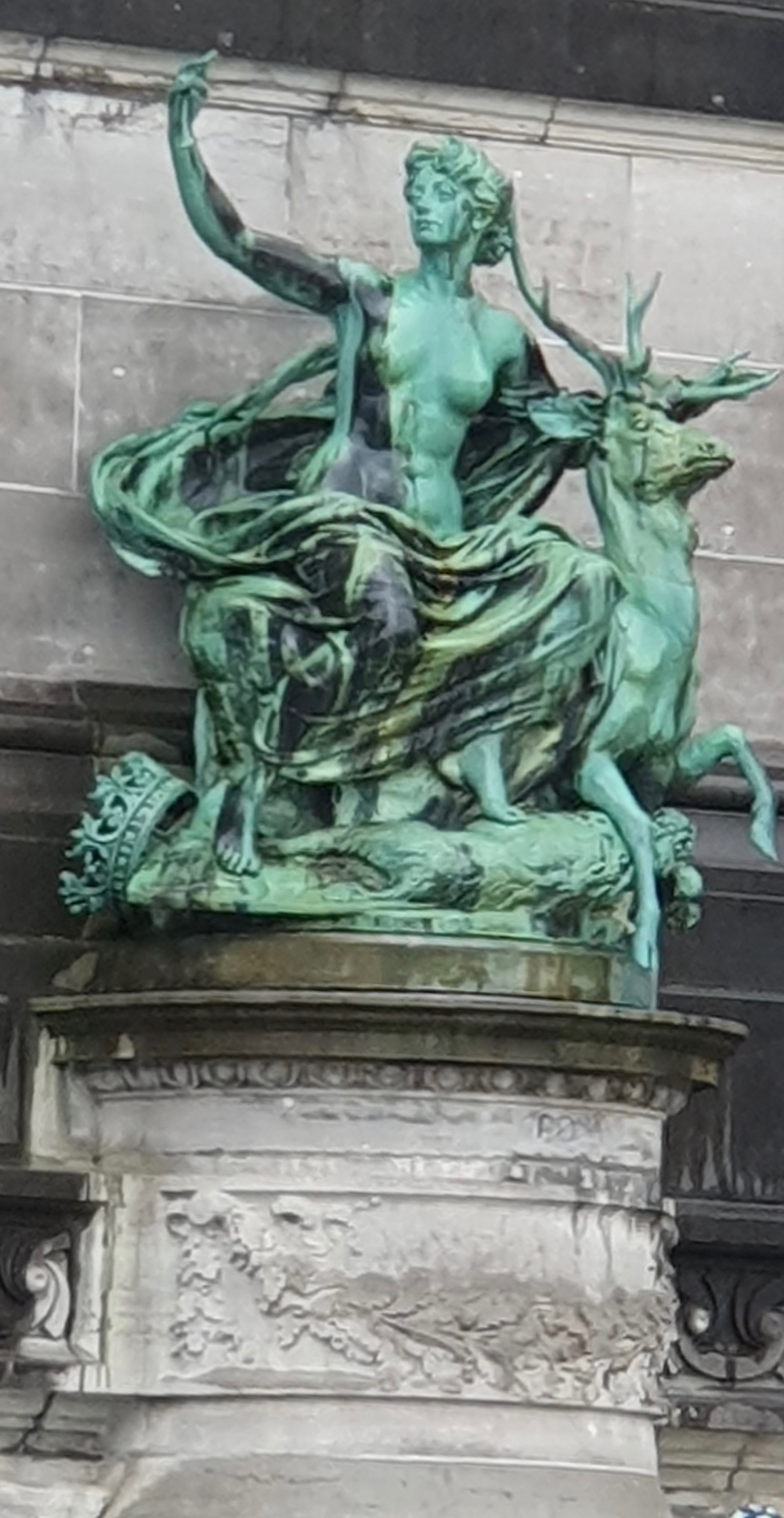
Luxemburg (1904-1905)